# Gösta Ekman den äldre

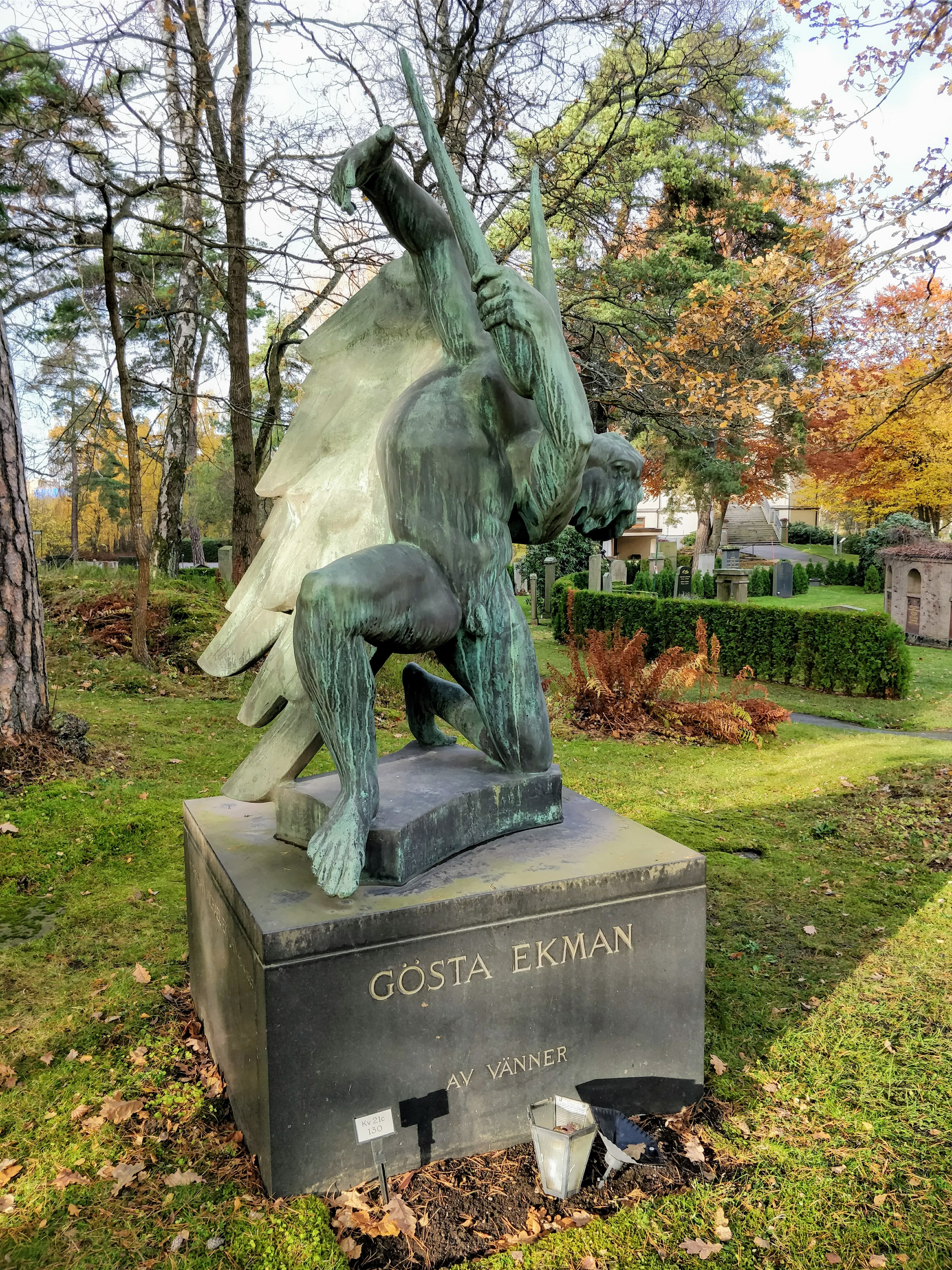
Gösta Ekmans gravvård på Norra Begravningsplatsen, Solna.

Frans Gösta Viktor Ekman (den äldre), född 28 december 1890 i Stockholm, död 12 januari 1938 i Stockholm, var en svensk skådespelare, regissör, sångare och teaterdirektör. Han var far till Hasse Ekman och farfar till Gösta Ekman den yngre.

## Biografi

### Barndom
Gösta Ekman växte upp som enda barnet i en familj där fadern var bokhållare och modern utbildade sig till frisör. Familjen flyttade en del men bodde främst på Östermalm i Stockholm. Fadern Frans gick bort i tuberkulos när han var 30 år gammal då Gösta endast var fem år. Modern gifte senare om sig och fick ytterligare tre barn, men då var 13-årige Gösta redan inackorderad springpojke. Han fortsatte sedan med att arbeta på kontor och på fritiden spelade han amatörteater, var hans drömmar låg fanns det sedan många år inga tvivel om. Han studerade även för skådespelaren Anders de Wahl.

### Karriär

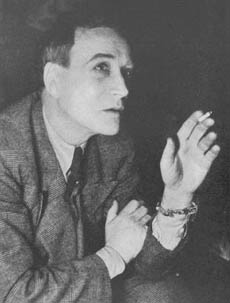
Fotograferat utanför scenen, privat porträtt, 1930-talet.

Gösta Ekman kom in vid den professionella teatern genom operetten, han spelade i Glada änkan på Oscarsteatern 1908 och i Helsingfors samma år i August Bodéns operettsällskaps turné. 1908–1911 var han anställd vid Hugo Rönnblads sällskap. Efter att ha varit engagerad hos Hjalmar Selanders teatersällskap vid Nya Teatern i Göteborg i två år var han 1913–1925 anställd hos Albert Ranft vid Svenska teatern i Stockholm. På 1920- till 1930-talet var han en av Sveriges mest dominerande skådespelare inom teatern.
Gösta Ekman var teaterdirektör i omgångar. Han ledde Oscarsteatern mellan 1926 och 1931 tillsammans med John W. och Pauline Brunius. I början av 1930-talet disponerade Ekman både Vasateatern, Folkteatern och Konserthusteatern, ofta i samarbete med Per Lindberg. Här gestaltade han Joe Meng i Hjalmar Bergmans Patrasket, men han spelade också i stycken så vitt skilda som Glada Änkan, John Masefields En japansk tragedi och Ragnar Josephsons Kanske en diktare, en roll som han även spelade på film 1933. Rollen som den drömmande rockvaktmästaren och diktaren Filip i Kanske en diktare var en av hans mest uppskattade tolkningar.
Som filmaktör debuterade Ekman 1911 i Blott en dröm och gjorde sin första filmroll av betydelse i Mästerkatten i stövlar (1918). Sina mest uppmärksammade stumfilmsframgångar hade han i Karl XII (1925) och Faust (1926). Den senare spelades in i Tyskland, i regi av F.W. Murnau. Ljudfilmen passade hans begåvning väl, och han gjorde nyanserade karaktärsstudier i bland annat Swedenhielms (1935), Intermezzo (1936) och Kungen kommer (1936).
Ekman spelade stora Ibsenroller som titelrollen i Peer Gynt och Hjalmar Ekdal i Vildanden samt Shakespeareroller som Shylock i Köpmannen i Venedig och Hamlet hörde också till 1930-talets repertoar. Han gestaltade Lagerkvists Bödeln och Tolstojs Fedja.

### Privatliv
Gösta Ekman gifte sig i Engelbrektskyrkan lördagen den 12 december 1914 med Greta Sundström (1887–1978), dotter till grosshandlaren Hans Fredrik Sundström och Anna Gustava Fris. I september 1915 föddes sonen Hasse Ekman och i juli 1926 föddes sonen Jan Michael som dog nio månader gammal.

### Sjukdom och död
Gösta Ekman avled på Röda Korsets sjukhem av urinförgiftning i kombination med lunginflammation vid fyratiden på morgonen den 12 januari 1938. Ekmans långvariga användning av narkotikaklassade preparat ledde till att hans kropp ej orkade att hantera sjukdomen.Jordfästningen ägde rum den 18 januari i Hedvig Eleonora kyrka. En tyst minut hölls i radion till hans minne. Ungefär 100 000 personer var närvarande vid färden mot begravningsplatsen och kondoleanser och blomsteruppsättningar bildade formliga drivor. Ekman är begravd på Norra begravningsplatsen utanför Stockholm.

## Övrigt

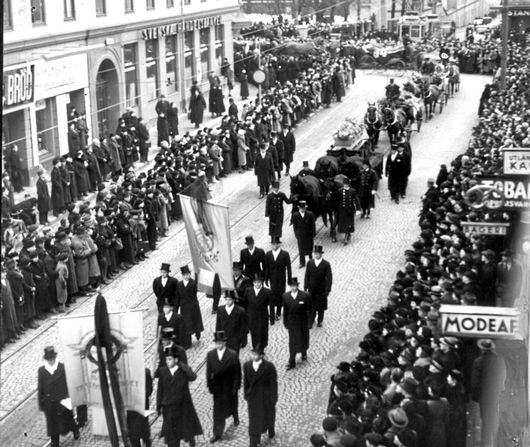
Begravningsdagen, med omkring 100 000 människor kantande gatorna.

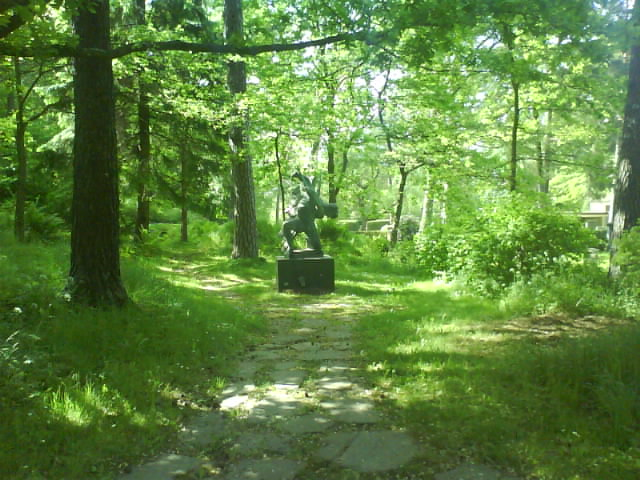
Gösta Ekmans grav på Norra begravningsplatsen utanför Stockholm.

Vid sin bortgång var Ekman kontrakterad för följande produktioner:
- Film: Vi börja i Paris, Irefilm. Inspelad till hälften, ej fullbordad.
- Teater (Dramaten): Mayerlingdramat (Masque of Kings) av Maxwell Andersson, Hjalmar Bergmans Vävaren i Bagdad samt Sherwood Andersons Idiots delight.[6]

Sedan 1939 delas Gösta Ekman-stipendiet ut av Teaterförbundet.

## Filmografi
| År   | Titel                                    | Roll                                  | Not                           |
| ---- | ---------------------------------------- | ------------------------------------- | ----------------------------- |
| 1911 | Stockholmsfrestelser                     | Ej identifierad roll                  | Kortfilm, filmdebut           |
| 1911 | Blott en dröm                            | Konrad von X                          | Kortfilm                      |
| 1912 | Trädgårdsmästaren                        | Trädgårdsmästarens son                | Kortfilm                      |
| 1912 | Systrarna                                | Detektiv                              | Kortfilm                      |
| 1912 | Det okända                               | Rik yngling                           |                               |
| 1918 | Mästerkatten i stövlar                   | Karl Konstantin Kattrup               |                               |
| 1920 | Bomben                                   | Ture af Örnefeldt                     |                               |
| 1920 | Thora van Deken                          | Bjerring                              |                               |
| 1920 | Gyurkovicsarna                           | Geza Gyurkovics                       |                               |
| 1920 | Familjens traditioner                    | Ernst                                 |                               |
| 1921 | En lyckoriddare                          | Lars Wiwalt                           |                               |
| 1921 | En hjulsaga eller Kärlek och tombolaspel | Gösta                                 |                               |
| 1922 | Vem dömer                                | Bertram                               |                               |
| 1922 | Kärlekens ögon                           | Henry Warden                          |                               |
| 1924 | Carl XII:s kurir                         | Axel Erik Roos                        |                               |
| 1924 | Unge greven ta'r flickan och priset      | Greve Hans Lewestierna                |                               |
| 1925 | Karl XII                                 | Karl XII                              |                               |
| 1925 | Karl XII/senare delen                    | Karl XII                              |                               |
| 1926 | Faust                                    | Faust                                 | Krediterad som "Gösta Ekmann" |
| 1926 | Klovnen                                  | Joe Higgins                           |                               |
| 1927 | Harry Persson – Bud Gorman               | Åskådare                              |                               |
| 1927 | Hans engelska fru                        | Ivor Willington                       |                               |
| 1927 | En perfekt gentleman                     | Marquis Robert de Luny & Jean Coubert |                               |
| 1928 | Gustaf Wasa del I                        | Gustav Vasa                           |                               |
| 1928 | Gustaf Wasa del II                       | Gustav Vasa                           |                               |
| 1928 | Ett revolutionsbröllop                   | Marc-Anton                            |                               |
| 1930 | För hennes skull                         | Gunnar Lanner                         |                               |
| 1930 | Mach' mir die Welt zum Paradies          | Gunnar                                |                               |
| 1931 | Brokiga blad                             | Sigge Wulff                           |                               |
| 1933 | Kanske en diktare                        | Filip                                 |                               |
| 1933 | Kära släkten                             | Claes af Leijonstam                   |                               |
| 1933 | Två man om en änka                       | 39 Ludwig Karlsson                    |                               |
| 1934 | København, Kalundborg og - ?             | Sig själv                             |                               |
| 1935 | Swedenhielms                             | Rolf Swedenhielm                      |                               |
| 1935 | En kunglig idyll                         | Gustav III                            | Kortfilm                      |
| 1935 | Minns du?                                | Olika roller                          | Arkivfoto                     |
| 1936 | Längtan                                  | Berättare                             |                               |
| 1936 | Kungen kommer                            | Karl XV/Leonard Pettersson            |                               |
| 1936 | Johan Ulfstjerna                         | Johan Ulfstjerna                      |                               |
| 1936 | Intermezzo                               | Professor Holger Brandt               |                               |
| 1937 | Häxnatten                                | Arne Markell                          |                               |
| 1937 | Bland kobbar och skär                    | Sig själv                             | Kortfilm                      |
| 1938 | Till Gösta Ekmans minne                  | Olika roller                          | Kortfilm, arkivfoto           |
| 1940 | Än en gång Gösta Ekman                   | Hellert                               | Kortfilm                      |

### Filmmanus
- 1920 – Gyurkovicsarna

### Regi
- 1927 – En perfekt gentleman

## Diskografi i urval
- "En herre i frack" (Johnny Bode/Hasse Ekman)
- "Vackra Madonna från Venedig" med Karin Ekelund (Johnny Bode/Hasse Ekman)
- "Isabella" (Daisy Bell av Harry Dacre/Alma Rek)
- "Kvinnor och champagne" (Sigge Wulff)
- "Byssan lull" (Evert Taube)
- "Båklandets vackra Maja" (Sjömansvisa från Åland)

## Teater

### Roller (ej komplett)
| År   | Roll                                   | Produktion                                                                         | Regi                            | Teater                                    |
| ---- | -------------------------------------- | ---------------------------------------------------------------------------------- | ------------------------------- | ----------------------------------------- |
| 1907 | Medverkande                            | Glada änkan Franz Lehár, Victor Léon och Leo Stein                                 |                                 | Oscarsteatern                             |
| 1908 | En lärpojke                            | Stabstrumpetaren Frans Hedberg                                                     | Thor Christiernsson             | Brunnshusteatern, Helsingfors             |
| 1908 | Prosper, en tjänare                    | Pariserlif (La Vie parisienne) Jacques Offenbach, Henri Meilhac och Ludovic Halévy |                                 | Brunnshusteatern, Helsingfors             |
| 1911 |                                        | Krigarliv, revy Emil Norlander                                                     | Justus Hagman                   | Kristallsalongen                          |
| 1911 | Bengt Lagman                           | Bröllopet på Ulfåsa Frans Hedberg                                                  |                                 |                                           |
| 1913 | Harry Clinton Gilbert                  | Halvblod Algot Sandberg                                                            |                                 | Svenska teatern, Stockholm                |
| 1914 | Lionel                                 | Jungfrun av Orléans Friedrich Schiller                                             |                                 | Svenska teatern, Stockholm                |
| 1914 | Prinsen                                | Svanevit August Strindberg                                                         | Victor Castegren                | Svenska teatern, Stockholm                |
| 1915 | Per                                    | Lycko-Pers resa August Strindberg                                                  | Gunnar Klintberg                | Svenska teatern, Stockholm                |
| 1917 | Karl-Hinke                             | Gamla Heidelberg Wilhelm Meyer-Förster                                             |                                 | Svenska teatern, Stockholm                |
| 1917 | Erik Schrottenhofer                    | Pärlhalsbandet Lothar Schmidt                                                      | Gunnar Klintberg                | Vasateatern (gästspel av Svenska teatern) |
| 1917 | Lord Essex                             | Kring drottningen Brita von Horn                                                   | Gunnar Klintberg                | Svenska teatern, Stockholm                |
| 1919 | Romeo                                  | Romeo och Julia (The Tragedy of Romeo and Juliet) William Shakespeare              | Gunnar Klintberg                | Svenska teatern, Stockholm                |
| 1919 | Reservlöjtnanten                       | Rödakorssystern Gustaf Collijn                                                     |                                 | Svenska teatern, Stockholm                |
| 1921 | Billy                                  | Gröna hissen Avery Hopwood                                                         | Nils Johannisson                | Vasateatern                               |
| 1922 | Fredrik II                             | Kungens dansös Rudolf Presber och Leo Stein                                        | Gunnar Klintberg                | Svenska teatern, Stockholm                |
| 1922 | Prins Erik                             | Gustav Vasa August Strindberg                                                      | Gunnar Klintberg                | Svenska teatern, Stockholm                |
| 1923 | Sandy Verall                           | Eliza stannar Henry V. Esmond                                                      | Gösta Ekman                     | Djurgårdsteatern                          |
| 1923 |                                        | En herre i frack André Picard                                                      | Nils Johannisson                | Svenska teatern, Stockholm                |
| 1923 | Gösta Berling                          | Gösta Berlings saga Selma Lagerlöf                                                 | Gunnar Klintberg                | Svenska teatern, Stockholm                |
| 1924 |                                        | Lyckoriddaren Runar Schildt                                                        | John W. Brunius                 | Svenska teatern, Stockholm                |
| 1924 |                                        | Pärlhalsbandet Lothar Schmidt                                                      | Gunnar Klintberg                | Svenska teatern, Stockholm                |
| 1924 | Mister Allington                       | Jag har en idé (Tons Of Money) Will Evans och Arthur Valentine                     | Rune Carlsten                   | Djurgårdsteatern                          |
| 1924 | Soldaten                               | Graven under Triumfbågen Paul Raynal                                               | Gunnar Klintberg                | Svenska teatern, Stockholm                |
| 1926 | "Han"                                  | Han som får örfilarna Leonid Andrejev                                              | Gösta Ekman                     | Oscarsteatern                             |
| 1926 | Soldaten                               | Graven under Triumfbågen Paul Raynal                                               | Gunnar Klintberg                | Oscarsteatern                             |
| 1926 | Agathon Vågdahl, ambulerande skald     | Moloch Erik Lindorm                                                                | John W. Brunius                 | Oscarsteatern                             |
| 1927 | Petrucchio                             | Så tuktas en argbigga William Shakespeare                                          | Gösta Ekman Johannes Poulsen    | Oscarsteatern                             |
| 1927 | Baron Armand des Essarts               | Den första av herrarna Yves Mirande och André Mouézy-Éon                           | Gösta Ekman                     | Oscarsteatern                             |
| 1927 | Karl-Hinke                             | Gamla Heidelberg Wilhelm Meyer-Förster                                             |                                 | Oscarsteatern                             |
| 1927 | Lord Arthur Dilling                    | Hennes sista bedrift Frederick Lonsdale                                            | Pauline Brunius                 | Oscarsteatern                             |
| 1928 | Eugene Marchbanks                      | Candida George Bernard Shaw                                                        | Gösta Ekman                     | Oscarsteatern                             |
| 1928 | Billy                                  | Gröna hissen Avery Hopwood                                                         | Gösta Ekman                     | Oscarsteatern                             |
| 1928 | Joseph Surface                         | Skandalskolan Richard Brinsley Sheridan                                            | Johannes Poulsen                | Oscarsteatern                             |
| 1928 | Roy Lane                               | Broadway Philip Dunning och George Abbott                                          | Mauritz Stiller                 | Oscarsteatern                             |
| 1928 | Zellman Almady, hovskådespelare        | En komedi på slottet Ferenc Molnar                                                 | Gösta Ekman                     | Oscarsteatern                             |
| 1928 | Joe Meng                               | "Patrasket" Hjalmar Bergman                                                        | John W. Brunius                 | Oscarsteatern                             |
| 1928 | Lampe                                  | Alexander den Store Gustav Esmann                                                  |                                 | Oscarsteatern                             |
| 1928 | Dumman, fil. dr, författare Peer Bille | Hokus-Pokus Curt Goetz                                                             | Gösta Ekman                     | Oscarsteatern                             |
| 1929 | Mosca                                  | Volpone Ben Jonson                                                                 | Gunnar Klintberg                | Oscarsteatern                             |
| 1929 | Friherre af Leijonstam                 | Kära släkten Gustav Esmann                                                         | Rune Carlsten                   | Oscarsteatern                             |
| 1929 | Tony Cavendish                         | Den kungliga familjen George S. Kaufman och Edna Ferber                            | Rune Carlsten                   | Oscarsteatern                             |
| 1929 | Kapten Stanhope                        | Männen vid fronten R. C. Sherriff                                                  | Thomas Warner                   | Oscarsteatern                             |
| 1930 | André Moreuil                          | Den stora kärleken Paul Géraldy och Robert Spitzer                                 | Gösta Ekman                     | Oscarsteatern                             |
| 1930 | Thomas Wolsey                          | Henrik VIII William Shakespeare                                                    | Thomas Warner                   | Oscarsteatern                             |
| 1930 | Norman Overbeck                        | En liten olycka Floyd Dell och Thomas Mitchell                                     | Gösta Ekman                     | Oscarsteatern                             |
| 1930 | Max Vogel-Törnefelt                    | Trions bröllop Sigfrid Siwertz                                                     | John W. Brunius                 | Oscarsteatern                             |
| 1930 | Friherre af Leijonstam                 | Kära släkten Gustav Esmann                                                         | Rune Carlsten                   | Oscarsteatern                             |
| 1930 | Prins Erik                             | Gustaf Vasa August Strindberg                                                      | Gunnar Klintberg                | Oscarsteatern                             |
| 1930 | Victor                                 | En tjuvkomedi Berndt Carlberg                                                      | Gösta Ekman                     | Oscarsteatern                             |
| 1930 | Löjtnant Lennart Allard                | Nyckelromanen Ragnar Josephson                                                     | Erik Berglund                   | Oscarsteatern                             |
| 1930 | Greve Artois                           | En herre i frack Seymour Hicks                                                     | Nils Johannisson                | Oscarsteatern                             |
| 1931 | Greve Danilo                           | Glada änkan Franz Lehár                                                            |                                 | Konserthusteatern                         |
| 1931 | Advokaten                              | En caprice Sil Vara                                                                | Gösta Ekman                     | Konserthusteatern                         |
| 1931 | Kurano                                 | En japansk tragedi John Masefield                                                  | Per Lindberg                    | Konserthusteatern                         |
| 1932 | Billy                                  | Gröna hissen Avery Hopwood                                                         | Gösta Ekman                     | Vasateatern                               |
| 1932 | Karl XIV Johan                         | Den förste Bernadotte Herbert Grevenius                                            | Per Lindberg                    | Konserthusteatern                         |
| 1932 | Skomakare Victor Filosel               | Min syster och jag Ralph Benatzky                                                  | Sandro Malmquist Axel Witzansky | Konserthusteatern                         |
| 1932 | Leopold                                | Värdshuset Vita hästen (Im weißen Rößl) Hans Müller och Ralph Benatzky             | A.W. Sandberg                   | Vasateatern                               |
| 1932 | Filip                                  | Kanske en diktare Ragnar Josephson                                                 | Gösta Ekman                     | Vasateatern                               |
| 1932 | Kattrup                                | Mästerkatten i stövlarna Palle Rosenkrantz                                         | Gösta Ekman                     | Vasateatern                               |
| 1932 | Roy Lane                               | Broadway Philip Dunning och George Abbott                                          | Mauritz Stiller                 | Vasateatern                               |
| 1932 | Soldaten                               | Graven under triumfbågen Paul Raynal                                               | Harry Roeck Hansen              | Vasateatern                               |
| 1932 | Joe Meng                               | "Patrasket" Hjalmar Bergman                                                        | Gösta Ekman                     | Vasateatern                               |
| 1932 | Eugene Marchbanks                      | Candida George Bernard Shaw                                                        | Gösta Ekman                     | Vasateatern                               |
| 1932 | Billy                                  | Gröna hissen Avery Hopwood                                                         | Gösta Ekman                     | Vasateatern                               |
| 1933 | Advokaten                              | En caprice Sil Vara                                                                | Gösta Ekman                     | Vasateatern                               |
| 1933 | Eddy Clark                             | Mannen och hans omoral Samuel Nathaniel Behrman                                    | Gösta Ekman                     | Vasateatern                               |
| 1933 | Stefan Barna                           | Högre skolan Ferenc Molnár                                                         | Gösta Ekman                     | Vasateatern                               |
| 1933 | Kringelein                             | Grand Hotel Vicki Baum                                                             | Gösta Ekman                     | Vasateatern                               |
| 1933 | Gustave Lebreche                       | Banken Louis Verneuil                                                              | Hjalmar Peters                  | Vasateatern                               |
| 1934 | Hamlet                                 | Hamlet William Shakespeare                                                         | Per Lindberg                    | Vasateatern                               |
| 1934 | Herodes                                | Långfredag John Masefield                                                          | Per Lindberg                    | Vasateatern                               |
| 1934 | Leo Hochberg                           | Män i vitt Sidney Kingsley                                                         | Per Lindberg                    | Vasateatern                               |
| 1934 | Jack Dibley                            | Nästan gifta Walter Ellis                                                          | Gösta Ekman                     | Vasateatern                               |
| 1934 | Baron Franz Keller                     | Natten till den 17:de Lajos Zilahy                                                 | Gunnar Olsson                   | Vasateatern                               |
| 1934 | Bödeln                                 | Bödeln Pär Lagerkvist                                                              | Per Lindberg                    | Vasateatern                               |
| 1934 | Per                                    | Per Gynt Henrik Ibsen                                                              | Per Lindberg                    | Kungliga Operan                           |
| 1935 | Anton Melzer                           | Karriär-karriär Gábor Drégely                                                      | Gösta Ekman                     | Vasateatern                               |
| 1935 | Fjodor Vasiljevitj                     | Fedja eller Det levande liket Leo Tolstoj                                          | Per Lindberg                    | Vasateatern                               |
| 1935 | Felix Munck                            | En förtjusande fröken Ralph Benatzky                                               | Gösta Ekman                     | Vasateatern                               |
| 1935 | Shylock                                | Köpmannen i Venedig William Shakespeare                                            | Per Lindberg                    | Vasateatern                               |
| 1936 | Peter Peter                            | Peter Peter Curt Goetz                                                             | Gösta Ekman                     | Vasateatern                               |
| 1936 | Baron Fernando Cassini/Eugène Charlier | Cassini de Paris Rudolf Lothar och Hans Adler                                      | Harry Roeck Hansen              | Vasateatern                               |
| 1936 | Hjalmar Ekdal                          | Vildanden Henrik Ibsen                                                             | Martha Lundholm                 | Vasateatern                               |
| 1936 | Billy                                  | Gröna hissen Avery Hopwood                                                         | Gösta Ekman                     | Vasateatern                               |
| 1937 | Doktor Clitterhouse                    | Doktor Clitterhouse Barré Lyndon                                                   | Gösta Ekman                     | Vasateatern                               |
| 1937 | Baron Fernando Cassini/Eugène Charlier | Cassini de Paris Rudolf Lothar och Hans Adler                                      | Helge Wahlgren                  | Göteborgs stadsteater                     |

### Regi (ej komplett)
| År   | Produktion                                                                   | Upphovsmän                                                    | Teater                                              |
| ---- | ---------------------------------------------------------------------------- | ------------------------------------------------------------- | --------------------------------------------------- |
| 1923 | Eliza stannar                                                                | Henry V. Esmond                                               | Djurgårdsteatern                                    |
| 1926 | Han som får örfilarna Тот, кто получает пощёчины, Tot kto palucaet posceciny | Leonid Andrejev                                               | Oscarsteatern                                       |
| 1927 | Så tuktas en argbigga The Taming Of The Shrew                                | William Shakespeare Översättning Carl August Hagberg          | Oscarsteatern Regi tillsammans med Johannes Poulsen |
| 1927 | Den första av herrarna Au Premier de Ces Messieurs                           | Yves Mirande och André Mouézy-Éon                             | Oscarsteatern                                       |
| 1928 | Candida                                                                      | George Bernard Shaw Översättning Hugo Vallentin               | Oscarsteatern                                       |
| 1928 | Gröna hissen Fair and Warmer                                                 | Avery Hopwood                                                 | Oscarsteatern                                       |
| 1928 | En komedi på slottet Spiel im Schloss                                        | Ferenc Molnár                                                 | Oscarsteatern                                       |
| 1928 | Hokus-Pokus Hokuspokus                                                       | Curt Goetz Översättning Nalle Halldén                         | Oscarsteatern                                       |
| 1930 | Gröna hissen Fair and Warmer                                                 | Avery Hopwood                                                 | Oscarsteatern                                       |
| 1930 | Den stora kärleken Son mari                                                  | Paul Géraldy och Robert Spitzer Översättning Gunnar Klintberg | Oscarsteatern                                       |
| 1930 | En liten olycka Little accident                                              | Floyd Dell och Thomas Mitchell                                | Oscarsteatern                                       |
| 1930 | En tjuvkomedi                                                                | Berndt Carlberg                                               | Oscarsteatern                                       |
| 1931 | En caprice                                                                   | Sil Vara                                                      | Konserthusteatern                                   |
| 1932 | Gröna hissen Fair and Warmer                                                 | Avery Hopwood                                                 | Vasateatern                                         |
| 1932 | En caprice                                                                   | Sil Vara                                                      | Vasateatern                                         |
| 1932 | Till Hollywood Merton of the Movies                                          | George S. Kaufman och Marc Connelly Översättning Ella Taube   | Vasateatern                                         |
| 1932 | Kanske en diktare                                                            | Ragnar Josephson                                              | Vasateatern                                         |
| 1932 | Mästerkatten i stövlarna                                                     | Palle Rosenkrantz                                             | Vasateatern                                         |
| 1932 | "Patrasket"                                                                  | Hjalmar Bergman                                               | Vasateatern                                         |
| 1932 | Candida                                                                      | George Bernard Shaw                                           | Vasateatern                                         |
| 1932 | Gröna hissen Fair and Warmer                                                 | Avery Hopwood                                                 | Vasateatern                                         |
| 1933 | Mannen och hans omoral The Second Man                                        | Samuel Nathaniel Behrman                                      | Vasateatern                                         |
| 1933 | En caprice                                                                   | Sil Vara                                                      | Vasateatern                                         |
| 1933 | Högre skolan Olimpia                                                         | Ferenc Molnár                                                 | Vasateatern                                         |
| 1933 | Grand Hotel Menschen im Hotel                                                | Vicki Baum                                                    | Vasateatern                                         |
| 1933 | I de bästa familjer In The Best Of Families                                  | Anita Hart och Maurice Braddell                               | Vasateatern                                         |
| 1933 | Gröna hissen Fair and Warmer                                                 | Avery Hopwood                                                 | Lorensbergsteatern                                  |
| 1933 | Middag kl. 8 Dinner at Eight                                                 | George S. Kaufman och Edna Ferber                             | Vasateatern                                         |
| 1934 | Nästan gifta Almost a Honeymoon                                              | Walter Ellis                                                  | Vasateatern                                         |
| 1935 | Karriär-karriär A szerencse fia                                              | Gábor Drégely                                                 | Vasateatern                                         |
| 1935 | En förtjusande fröken Bezauberndes Fräulein                                  | Ralph Benatzky                                                | Vasateatern                                         |
| 1936 | Peter Peter Ingeborg                                                         | Curt Goetz                                                    | Vasateatern                                         |
| 1936 | Gröna hissen Fair and Warmer                                                 | Avery Hopwood                                                 | Vasateatern                                         |
| 1937 | Doktor Clitterhouse The Amazing Dr. Clitterhouse                             | Barré Lyndon                                                  | Vasateatern                                         |

## Rollbilder

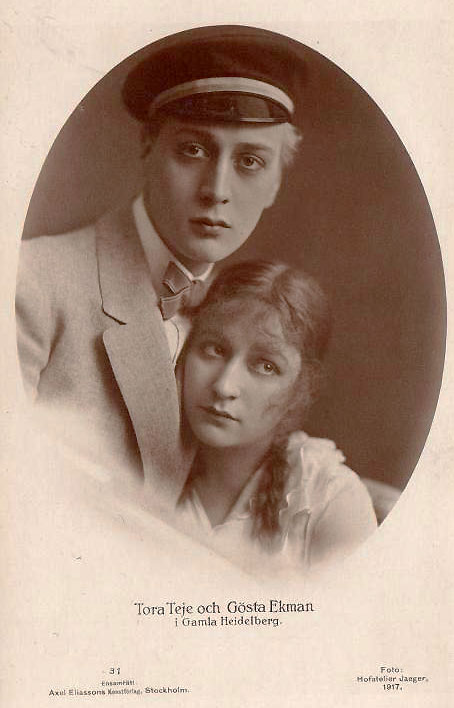
Med Tora Teje i pjäsen Gamla Heidelberg (1917).
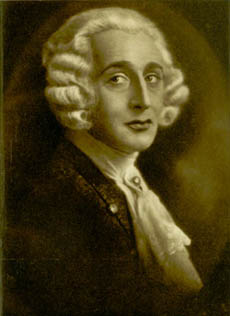
Från teaterstycket Dahlin och drottningen (1925).
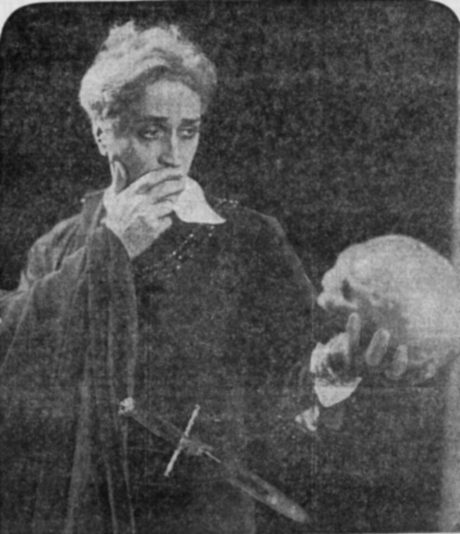
Hamlet på Vasateatern 1934.
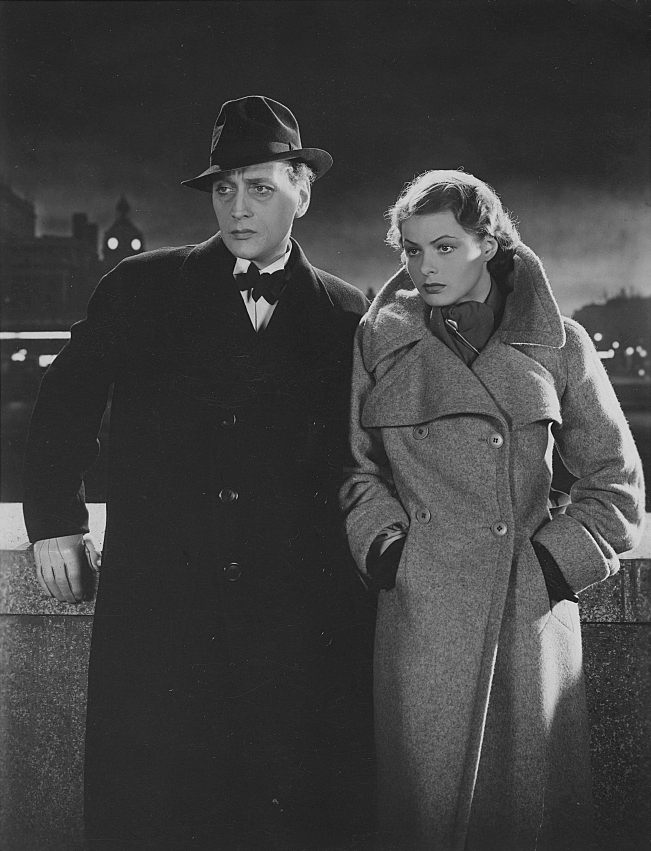
Gösta Ekman och Ingrid Bergman i Intermezzo från 1936.
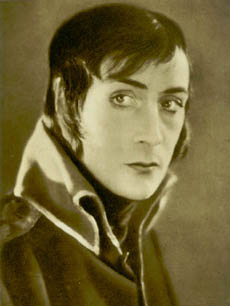
Från filmen Ett revolutionsbröllop (1928).
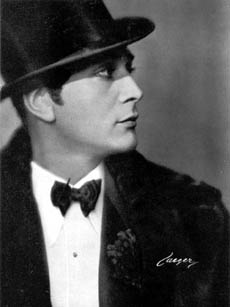
I rollen som Danilo i Glada änkan (1931).
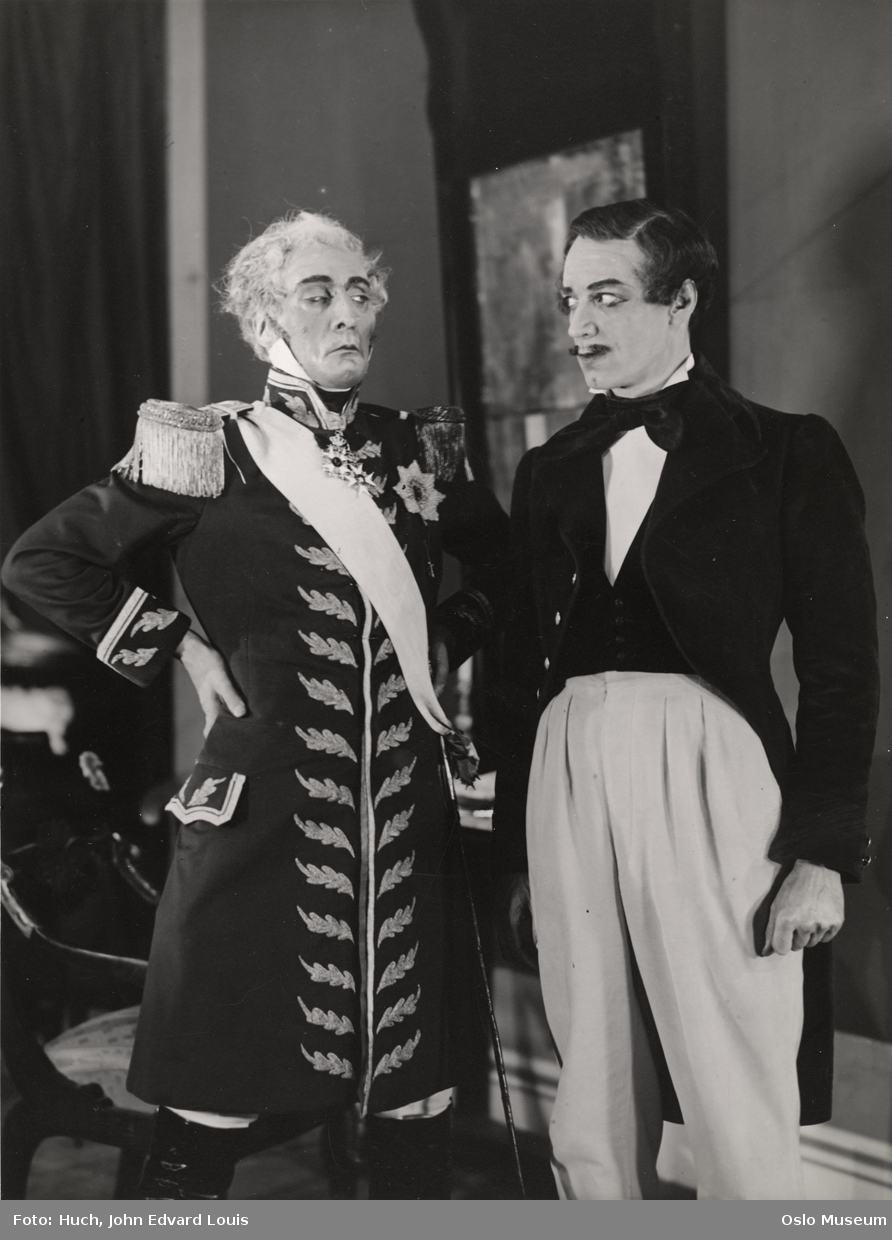
Gösta Ekman och Uno Henning (1932).